# Мефта, Махьеддин
Махьеддин Мефта (англ. Mahieddine Meftah; 25 сентября 1968, Тизи-Узу) — алжирский футболист, защитник. Победитель Кубка африканских наций 1990 года.

## Карьера

### Клубная
Стажировался в АРБ Тизи-Узу курсантом. Он присоединился к Кабилии спортивной молодежи в 1987 году. В Кабильском клубе он выиграл три титула чемпиона Алжира в 1989, 1990 и 1995 годах, два Кубка Алжира в 1992 и 1994 годах, Кубок африканских чемпионов в 1990 и Кубок обладателей кубков КАФ в 1995.
В июне 1996 года он подписал контракт с «УСМ Алжир», за который сыграл 10 сезонов и выиграл ещё три национальные чемпионаты и пять кубков. В 2006 году закончил свою карьеру, став самым титулованным алжирским футболистом.

### Сборная Алжира
31 декабря 1989 года Махьеддин Мефта получил свой первый вызов в сборную Алжира против Сенегала в Дакаре, игра завершилась 0:0. Он стал одним из основных футболистов в течение Кубка африканских наций 1990 года, где Алжир стал победителем. Со сборной Алжира он участвовал во всех Кубках африканских наций с 1990 по 2002 год (за исключением 1994 года, когда Алжир был дисквалифицирован). Он входит в десятку игроков, сыгравших наибольшее количество матчей за сборную Алжира с 77 играми, занимая по этому показателю 6-е место и рекордное количество участий для алжирских футболистов на Кубках африканских наций с Рабахом Маджером.

## Статистика
| Клуб             | Сезон            | Чемпионат                    | Чемпионат | Чемпионат | Кубок | Кубок | Континентальные | Континентальные | Другие | Другие | Всего | Всего |
| Клуб             | Сезон            | Дивизион                     | Игры      | Голы      | Игры  | Голы  | Игры            | Голы            | Игры   | Голы   | Игры  | Голы  |
| ---------------- | ---------------- | ---------------------------- | --------- | --------- | ----- | ----- | --------------- | --------------- | ------ | ------ | ----- | ----- |
| УСМ Алжир        | 1996/97          | Первая Профессиональная лига | 0         | 0         | 0     | 0     | 0               | 0               | —      | —      | 0     | 0     |
| УСМ Алжир        | 1997/98          | Первая Профессиональная лига | 0         | 0         | 0     | 0     | 0               | 0               | —      | —      | 0     | 0     |
| УСМ Алжир        | 1998/99          | Первая Профессиональная лига | 0         | 0         | 0     | 0     | 0               | 0               | —      | —      | 0     | 0     |
| УСМ Алжир        | 1999/00          | Первая Профессиональная лига | 15        | 2         | 3     | 2     | 0               | 0               | 0      | 0      | 18    | 4     |
| УСМ Алжир        | 2000/01          | Первая Профессиональная лига | 18        | 0         | 3     | 0     | —               | —               | —      | —      | 21    | 0     |
| УСМ Алжир        | 2001/02          | Первая Профессиональная лига | 24        | 3         | 2     | 0     | 3               | 1               | —      | —      | 29    | 4     |
| УСМ Алжир        | 2002/03          | Первая Профессиональная лига | 27        | 1         | 4     | 0     | 6               | 0               | —      | —      | 37    | 1     |
| УСМ Алжир        | 2003/04          | Первая Профессиональная лига | 23        | 0         | 4     | 0     | 6               | 1               | —      | —      | 33    | 1     |
| УСМ Алжир        | 2004/05          | Первая Профессиональная лига | 22        | 0         | 0     | 0     | 9               | 0               | —      | —      | 31    | 0     |
| УСМ Алжир        | 2005/06          | Первая Профессиональная лига | 15        | 0         | 1     | 0     | 0               | 0               | —      | —      | 16    | 0     |
| УСМ Алжир        | Всего            | Всего                        | 144       | 6         | 17    | 2     | 24              | 2               | 0      | 0      | 185   | 10    |
| Всего за карьеру | Всего за карьеру | Всего за карьеру             | 144       | 6         | 17    | 2     | 24              | 2               | 0      | 0      | 185   | 10    |

1. ↑  Все игры в Кубке обладателей кубков
2. ↑  4 игры в Лиге чемпионов, 2 игры в Кубке обладателей кубков
3. ↑  Все игры в Лиге чемпионов
4. ↑  7 игр в Лиге чемпионов, 2 игры в Кубке Конфедерации

## Достижения
ЖС Кабилия
- Чемпион Алжира (3): 1988/89, 1989/90, 1994/95
- Обладатель Кубка Алжира (2): 1992, 1994
- Обладатель Суперкубка Алжира: 1992
- Победитель Кубка чемпионов КАФ: 1990
- Обладатель Кубка обладателей кубков КАФ: 1995

УСМ Алжир
- Чемпион Алжира (3): 2001/02, 2002/03, 2004/05
- Обладатель Кубка Алжира (5): 1997, 1999, 2001, 2003, 2004

 Сборная Алжира
- Победитель Кубка африканских наций: 1990